# Brachydaktylie-Syndaktylie Typ Zhao
Die Brachydaktylie-Syndaktylie Typ Zhao ist eine sehr seltene angeborene Form einer Fehlbildung an Fingern und Zehen.
Die Erstbeschreibung stammt aus dem Jahre 2007 durch den US-amerikanischen Arzt Xiuli Zhao und Mitarbeiter.

## Verbreitung
Die Häufigkeit wird mit unter 1 zu 1.000.000 angegeben, bislang wurden zwei betroffene Familien beschrieben. Die Vererbung erfolgt autosomal-dominant.

## Ursache
Der Erkrankung liegen Mutationen im HOXD13-Gen auf Chromosom 2 Genort q31.1 zugrunde, welches für das Homöobox-Protein Hox-D13 kodiert.
Mutationen in diesem Gen finden sich auch bei der Brachydaktylie Typ D, Brachydaktylie Typ E, Syndaktylie Typ V und Polysyndaktylie.

## Klinische Erscheinungen
Klinische Kriterien sind:
- Manifestation im Neugeborenenalter
- Brachydaktylie Typ A4 mit kurzen Mittelphalangen im II. Und V. Finger, fehlende Mittelphalangen in der II. und V. Zehe
- Syndaktylie der II. und III. Zehe.

Häufig liegen auch Veränderungen der Mittelhand- und Mittelfußknochen vor.